# Antonio Valdés González-Roldán
Antonio Valdés González-Roldán (Villaviciosa (Asturias) 23 de mayo de 1926 – Madrid, 10 de octubre de 2007) fue ministro de Obras Públicas entre 1974 y 1976.

## Biografía
Casado con Carmen Morales Bello, el matrimonio tuvo cinco hijos: Marta, Antonio, Elena, Carmen y Luz. Y cinco nietos también: Víctor, Antonio, José, Carlos y Elena.
Fue ingeniero de caminos como su padre —José María Valdés Díaz-Caneja—, Antonio, especialista en ingeniería de tráfico, comenzó a ejercer su profesión en 1949, una vez cursada la ingeniería. Su primer cargo público, el de delegado de Transportes en la ciudad de Madrid, lo desempeñó en la década de los sesenta y durante ocho años, siendo destacable su labor de mejora de las comunicaciones y del tráfico de las vías. Seguidamente (año 1974) fue nombrado ministro de Obras Públicas en los últimos años del Gobierno de Franco, en sustitución de Gonzalo Fernández de la Mora y Mon, cargo en el cual continuó en el primer gobierno bajo el rey Juan Carlos I (1975-1976). 
Decidido partidario de la modernización de las comunicaciones en España y, fundamentalmente, de las de su Asturias natal, fue entonces el impulsor de infraestructuras como la autopista «Y», la autopista del Huerna y la M-30 madrileña. También en su haber figuran obras tan importantes como el trasvase Tajo-Segura, los accesos a Galicia, numerosas ampliaciones portuarias (Barcelona, Bilbao, Valencia, Sevilla, Avilés...) y el paso de Despeñaperros.
Antonio Valdés, admirador del polígrafo gijonés Gaspar Melchor de Jovellanos, quien le influyó claramente, poseía una selecta biblioteca jovellanista, que donó en agosto de 2006 a la Fundación Foro Jovellanos del Principado de Asturias, de Gijón, de la que era Patrono de honor.
Fue también un conocido filatélico, especialista en el primer fechador de España, «Baeza».

| Predecesor: Gonzalo Fernández de la Mora y Mon | Ministro de Obras Públicas 31 de enero de 1974 - 5 de julio de 1976 | Sucesor: Leopoldo Calvo-Sotelo |

- Datos: Q5700015